# Irmã Mônica
Maria Mônica Bispo do Nascimento (Maceió, 11 de fevereiro de 1976), mais conhecida como Irmã Mônica, é uma influenciadora digital evangélica ligada à Congregação Cristã no Brasil, igreja de matriz pentecostal. Tornou-se conhecida nas redes sociais durante as eleições presidenciais de 2022 ao apoiar a candidatura de Luiz Inácio Lula da Silva (PT) e criticar a gestão e a postura de Jair Bolsonaro (PL) através de vídeos que mesclam humor, política e temática gospel. Os pronunciamentos de Mônica atraíram críticas e ataques por parte de bolsonaristas. Atualmente é filiada ao Partido dos trabalhadores (PT).  
A religiosa é defensora da causa LGBTQIA+ e frequentemente se pronuncia contra a homofobia e outras violências contra minorias, tendo sido convidada a visitar parlamentares comprometidos com essa causa no Congresso Nacional, em Brasília. É conhecida pelos bordões "ninguém toca na minha LGBT" e "tá decretado".

## Biografia
Mônica nasceu em Maceió, no estado de Alagoas e mudou-se, em 2013, para os arredores de Brasília juntamente com o marido e com o filho único, Bruno Bispo, nascido em 1993. Ela cresceu frequentando igrejas de matriz evangélica, mas disse que só "aceitou Jesus" após a morte de sua mãe, quando ainda tinha 9 anos de idade. Em 2013 ela virou membro da Congregação Cristã no Brasil e relata que “dentro da igreja não aceitam política".
Mônica nunca foi militante, mas adotou uma postura engajada durante o primeiro turno das eleições presidenciais de 2022, quando pedia a Deus para proteger o então candidato Luiz Inácio Lula da Silva. Assim, tornou-se conhecida pela posição contra Jair Bolsonaro, ex-presidente do Brasil, que é apoiado pela maioria dos evangélicos do país. Ela critica também seus respectivos apoiadores. Nas publicações ela costuma pedir a prisão do ex-mandatário, assim como a inelegibilidade dele, posicionamentos que atraem críticas dos bolsonaristas.

### Carreira na internet, política e ativismo
O estrelato digital de Mônica ocorreu pela influência do filho, Bruno, que a convenceu a gravar vídeos para a internet. Os vídeos, com temática religiosa e em defesa da comunidade LGBT+ viralizaram e viraram memes, fazendo com que os perfis de Irmã Mônica nas redes sociais chegassem a 500 mil seguidores em junho de 2023. A missionária se revela fã da cantora Lana Del Rey e, quando questionada sobre o porquê de defender as minorias, ela declarou: "Deus começou a me revelar em sonho que eu tinha que cuidar do povo LGBT. Ele disse: 'Minha filha, toma conta do meu povo. Ora por ele, não deixe ninguém tocar, defende. Agora tô aí nessa luta".
Irmã Mônica viralizou pela primeira vez em agosto de 2022, quando publicou um vídeo onde rezava segurando uma toalha com o rosto de Lula estampado em uma mão e uma bíblia na outra. Em novembro de 2022 ela viralizou novamente, após profetizar que fortes chuvas avançariam sobre os acampamentos de bolsonaristas em frente aos quartéis em Brasília, onde protestavam contra o resultado da eleição. Pouco tempo depois, em 15 de novembro, os acampamentos foram parcialmente destruídos por fortes chuvas, no que Mônica declarou: "falei que Deus mandaria uma grande chuva e, no dia que soltei o vídeo, aconteceu”.
O perfil de Irmã Mônica foge do padrão reproduzido pelos religiosos no Brasil de 2023, país que mais mata pessoas LGBT+ no mundo. O mais comum é que os evangélicos considerem quem faz parte da comunidade LGBT+ como pecadores, posição que a influenciadora rechaça: “O que vejo neles é amor", "Sentam comigo, começam a contar histórias do que passaram dentro de casa. Foram expulsos, humilhados... Me dói muito, choro junto. Dou a eles o acolhimento para que se sintam abraçados".
Irmã Mônica é ativista pelos direitos humanos e acumula participações em Paradas do Orgulho de diferentes estados do Brasil, posando, também, em fotos e vídeos junto a povos indígenas em manifestações contra o Marco Temporal, em Brasília. Ela rechaça publicamente declarações LGBT+ como as feitas pelo pastor André Valadão, que disse que "Deus odeia o mês do orgulho", assim como as do pastor Anderson Silva, que defendeu a cura gay.
Em agosto de 2023, ao ser alvo de especulações sobre sobre uma possível candidatura para deputada federal em Goiás pelo Partido dos Trabalhadores, Irmã Mônica respondeu que só entra na política "se Deus mandar".

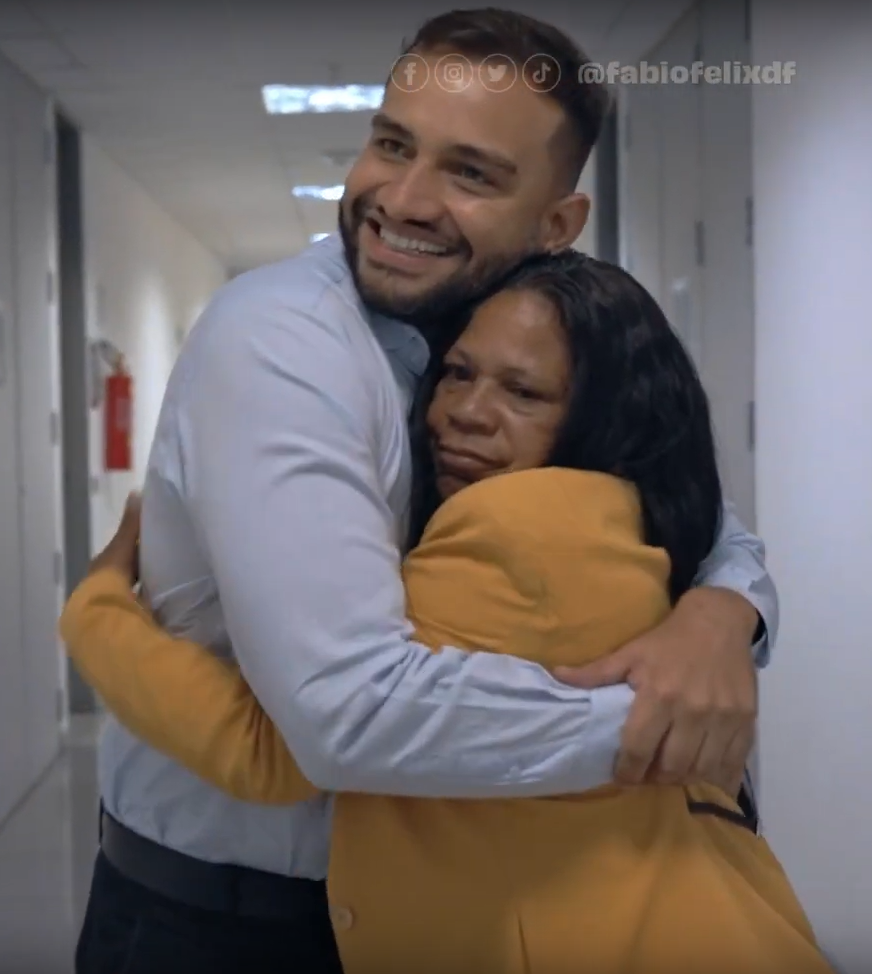
Irmã Mônica em visita ao gabinete do deputado distrital Fábio Félix (2023).

### Visitas a parlamentares LGBTQIA+
Em 28 de abril de 2023, irmã Mônica visitou foi até o Congresso Nacional, em Brasília, e visitou o gabinete da deputada federal Erika Hilton (PSOL), travesti eleita por São Paulo. Mônica publicou vídeos da visita nas redes sociais, onde caminhava pelos corredores da Câmara dos Deputados na companhia de Hilton, dizendo: "Ninguém toca na minha deputada, porque eu quero ela na CPMI. Amém?!", em referência a possível participação da parlamentar na "CPMI do 8 de Janeiro", que investigaria os ataques de 8 de janeiro em Brasília. A participação da deputada na comissão acabou por se concretizar.
Em 2 de maio de 2023, Mônica visitou o gabinete do deputado distrital Fábio Felix (PSOL), o parlamentar foi o mais votado para o cargo no Distrito Federal e o primeiro assumidamente gay na CLDF. Na ocasião, Mônica publicou vídeos onde abençoava o parlamentar: "Ninguém toca no meu deputado LGBT. Amém? Ele está protegido pelas orações da Irmã Mônica".

## Ataques bolsonaristas

### Ofensas de Antônia Fontenelle
| Irmã Mônica    | Logo do Twitter, um pássaro azul estilizado |
| @IrmaMonicaofc |                                             |

            Nos últimos dias fiquei bem abalada com oq aquela senhora falou de mim na televisão, mas eu sei que nem Deus e nem os meus seguidores querem me ver triste 🙏 então vou aguardar a justiça ser feita, porque aquelas palavras me deixaram muito magoada mas Deus está no comando amém 🙏

2023-05-21

Em 17 de maio de 2023 o programa "The Morning Show" da Jovem Pan, emissora ligada a extrema-direita e apoiadora de Jair Bolsonaro, exibiu um vídeo que viralizou na internet, onde Mônica afirmava "Foi para isso que fiz o L (…) Vai abaixar tudo. Amém?" em relação à redução do preço dos combustíveis pelo Governo Lula. Após assistir às declarações da religiosa, Fontenelle, que participava do programa disse: "Essa infeliz (sic) não deve nem ter carro. Esse tipo de coisa dá espaço para [...] esses pobres miseráveis de alma, de espírito, de educação. É a mesma coisa que dar voz para bandidos (sic)".
Após o ocorrido, que repercutiu na internet, o youtuber Felipe Neto disponibilizou a equipe de advogados dele para que Irmã Mônica acionasse a Justiça contra os ataques de Fontenelle. Mônica, por sua vez, afirmou que processaria a apresentadora por ter sido humilhada por ela em razão das declarações no programa televisivo. A influenciadora recebeu uma onda de solidariedade na internet, após o ocorrido.
Ao saber da notícia de que irmã Mônica recebeu livre acesso ao aparato jurídico mantido por Neto, a jornalista proferiu uma série de ataques contra o youtuber, chamando-o para enfrentá-la no ringue. De acordo com o Metrópoles, Antônia deve responder civil e criminalmente pelos ataques contra a religiosa, que aceitou o suporte jurídico oferecido por Felipe Neto, que já venceu processos judiciais contra Antônia.
De acordo com o Jornal, Fontenelle foi denunciada por injúria e a Justiça do Rio de Janeiro marcou uma audiência sobre o caso para 2 de agosto de 2023.
Em setembro de 2023, Antônia, por orientação de advogados, publicou um pedido de desculpas pelas palavras dirigidas a Irmã Mônica.

### Ameaças por bolsonaristas armados
| Irmã Mônica    | Logo do Twitter, um pássaro azul estilizado |
| @IrmaMonicaofc |                                             |

            Eu fiquei super assustada e não tive ação, meu filho me ajudou a manter o equilíbrio 🙏 estou na delegacia para poder ter acesso as imagens das câmeras e fazer uma denuncia estou muito assustada meus queridos 😔 vou apenas orar para Deus me dá muita proteção amém 🙏🤍

Em junho de 2023, Irmã Mônica foi ameaçada por apoiadores de Jair Bolsonaro por duas vezes, em Valparaíso de Goiás e na Cidade Oriental, municípios do Estado de Goiás localizadas no entorno do Distrito Federal.
De acordo com o relato da influenciadora ao G1, a primeira ameaça ocorreu  no dia 15, quando Mônica e o filho, Bruno Henrique Bispo, chegavam em casa. Eles foram intimidados por um vizinho apoiador do ex-presidente, que estava com uma arma. Ele questionou se Mônica teria jogado uma "maldição" no "QG do Exército", como ficou conhecido o acampamento de bolsonaristas em frente ao Quartel-General do Exército em Brasília, de onde se contestava a eleição do presidente Lula e cujos participantes tiveram ligação direta aos ataques golpistas de 8 de janeiro. A religiosa respondeu que "apenas fez orações", quando o vizinho ameaçou-lhe, dizendo que, se Jair Bolsonaro fosse preso, "a comemoração dela ia ser na bala".
Na segunda situação, ocorrida no dia seguinte, 16 de junho,  Mônica foi ameaçada por outro homem enquanto caminhava pela BR-040, na Cidade Oriental. Ela relatou que um carro com dois homens parou ao seu lado, ambos com uniformes de uma empresa, quando um deles gritou "aqui é Bolsonaro, você vai morrer agora!". O filho da influenciadora relatou que ela ficou assustada e abrigou-se em um comércio próximo, tendo sido acolhida pelos funcionários.
Assustada com as ameaças, Irmã Mônica registrou boletim de ocorrência na Delegacia de Cidade Ocidental, onde o caso será investigado.